# Хайнрих Кемерер фон Вормс-Гунтхайм
Хайнрих Кемерер фон Вормс-Гунтхайм (на немски: Heinrich Kämmerer von Worms zu Guntheim; † пр. 1297 или юли 1316) е немски благородник, „кемерер“ на Вормс, господар на Гунтхайм в Рейнланд-Пфалц.

## Произход
Той е син на Хайнрих Камерариус († 1301) и втората му съпруга Хедвиг фон Фризенхайм († 1308). Внук е на Герхард I Кемерер фон Вормс, господар на Рюдесхайм († сл. 1251) и Беатрикс фон Рандек. От първия брак на баща му с Розина фон Валдек († 1250) той е полубрат на Йохан Кемерер фон Вормс (* 1297; † сл. 1335).

## Фамилия
Хайнрих Кемерер фон Вормс-Гунтхайм се жени за Гудула фон Мекенхайм († 31 март 1346), дъщеря на Фридрих фон Мекенхайм. Те имат един син:
- Йохан Кемерер фон Вормс († 5 май 1363), женен пр. 6 юли 1359 г. за Елизабет фон Роденщайн, дъщеря на Конрад фон Роденщайн († пр. 1340) и фон Франкенщайн, дъщеря на рицар Конрад I фон Франкенщайн († сл. 1292) и Ирменгард фон Магенхайм († сл. 1292).